# Asynklityzm
Asynklityzm – nieosiowe wstawianie się główki płodu. Zaburzenie porodu polega na tym, iż rodząca się główka wstawia się w ten sposób, że szew strzałkowy przebiega poprzecznie bliżej kości krzyżowej lub spojenia łonowego. Ustawienie takie powoduje zgięcie kręgosłupa szyjnego od jednego z barków.
Przyczyną asynklityzmu jest ścieśnienie miednicy w płaszczyźnie wchodu, które główka pokonuje poprzez boczne wstawianie się w tę płaszczyznę.

## Podział

### Asynklityzm przedni
Występuje, gdy szew strzałkowy przebiega bliżej kości krzyżowej. Częścią przodującą jest przednia kość ciemieniowa. Jest to korzystniejszy wariant, gdyż umożliwia poród siłami natury w wyniku zachodzenia kości ciemieniowej przedniej na tylną, pozwalając wejść główce do próżni miednicy.

### Asynklityzm tylny
Szew strzałkowy przebiega bliżej spojenia łonowego. Częścią przodującą jest tylna kość ciemieniowa. Jest to niekorzystny typ uniemożliwiający naturalny poród, gdyż tylna kość ciemieniowa zachodząc na przednią opiera się o spojenie łonowe.
Ten rodzaj występuje głównie przy miednicach ogólnie ścieśnionych i płaskich krzywiczych.   